# Бесконечный раннер
Бесконечный бег или бесконечный раннер — поджанр платформерных игр. Её отличительными признаками являются бесконечность уровня и препятствия, от которых игроку следует уклоняться. Цель состоит в том, чтобы набрать наибольшее количество очков, продержавшись как можно большее количество времени. Метод, с помощью которого игровой уровень или окружение меняются, а не повторяются, является примером процедурной генерации. Жанр получил распространение благодаря игре Temple Run. Другими популярными примерами являются Jetpack Joyride, Canabalt и Subway Surfers. Популярность таких игр объясняется простым игровым процессом.

## Концепт
Игры подобного жанра могут быть как сайд-скроллерами, так и с видом сверху, снизу или в 3D, но суть остаётся прежней: игрок попадает на бесконечный уровень, в котором персонаж автоматически движется вперёд. Единственная форма управления игрока состоит в том, чтобы заставить персонажа уклоняться от препятствий, либо сдвигать их с пути. Некоторая форма очков, валюты или других вознаграждений набирается с течением времени за маневрирование на уровне или просто за то, что игрок остаётся в живых. С течением времени сложность постепенно возрастает. Игра заканчивается, если персонаж столкнётся с препятствием.

## История
Некоторые старые игры, такие как B.C.’s Quest for Tires (1983), отличались дизайном, похожим на современные бесконечные раннеры. Он стал выделяться как отдельный поджанр после выхода Canabalt в 2009 году. В ней бизнесмен бежит из города, разрушаемого гигантскими роботами, игра позволяет персонажу прыгать и уворачиваться от препятствий при касании экрана. Adult Swim Games вскоре попросили у Адама Солтсмана, разработчика Canabalt, разрешение на адаптацию его игры для их собственного проекта Robot Unicorn Attack. После выхода в 2010 году он стал интернет-мемом. Всего через несколько месяцев App Store заполонили клоны Robot Unicorn Attack.
Другие игры жанра добавляли новые механики. Так, в Jetpack Joyride (2011) доступны транспортные средства, серия Bit.Trip включает в себя элементы ритм-игры. Со временем создавались бесконечные раннеры по крупным франшизам, например, Sonic Dash (2013) или Lara Croft: Relic Run (2015).